# Battaglia di Boyacá
La battaglia di Boyacá venne combattuta il 7 agosto 1819 nell'odierno Dipartimento di Boyacá in Colombia, nell'ambito degli eventi della guerra d'indipendenza della Colombia e delle guerre d'indipendenza ispanoamericane.
Un'armata di indipendentisti del Vicereame della Nuova Granada comandata dai generali Francisco de Paula Santander e José Antonio Anzoátegui affrontò le forze spagnole e realiste al comando del colonnello José María Barreiro, sconfiggendole dopo uno scontro durato due ore. La battaglia rappresentò un importante successo nella campagna condotta da Simón Bolívar per la liberazione dal dominio spagnolo della Nuova Granada.